# Archidiocèse de Maringá
L'archidiocèse de Maringá (en latin, Archidioecesis Maringaënsis) est une circonscription ecclésiastique de l'Église catholique au Brésil.
Son siège se situe dans la ville de Maringá, dans l'État du Paraná.
Son archevêque est depuis 2020 Severino Clasen (pt), O.F.M..